# Marpod
Marpod – wieś w Rumunii, w okręgu Sybin, w gminie Marpod. W 2011 roku liczyła 800 mieszkańców.